# Comissário Europeu para a Agricultura e Desenvolvimento Rural
O Comissário Europeu para a Agricultura e Desenvolvimento Rural é um membro da Comissão Europeia que tem a seu cargo a Política Agrícola Comum (PAC) da União Europeia (UE), representando cerca de 44% do orçamento da UE.

## Lista de comissários
|    | Nome                     | País          | Data        | Comissão                                            |
| -- | ------------------------ | ------------- | ----------- | --------------------------------------------------- |
| 1  | Sicco Mansholt           | Países Baixos | 1958–1972   | Comissão Hallstein, Comissão Rey, Comissão Malfatti |
| 2  | Carlo Scarascia-Mugnozza | Itália        | 1972–1973   | Comissão Mansholt                                   |
| 3  | Pierre Lardinois         | Países Baixos | 1973–1977   | Comissão Ortoli                                     |
| 4  | Finn Olav Gundelach      | Dinamarca     | 1977–1981   | Comissão Jenkins, Comissão Thorn                    |
| 5  | Poul Dalsager            | Dinamarca     | 1981–1985   | Comissão Thorn                                      |
| 6  | Frans Andriessen         | Países Baixos | 1985–1989   | Comissão Delors I                                   |
| 7  | Ray MacSharry            | Irlanda       | 1989–1992   | Comissão Delors II                                  |
| 8  | René Steichen            | Luxemburgo    | 1992–1995   | Comissão Delors III                                 |
| 9  | Franz Fischler           | Áustria       | 1995–2004   | Comissão Santer, Comissão Prodi                     |
| 10 | Sandra Kalniete          | Letónia       | 2004        | Comissão Prodi                                      |
| 11 | Mariann Fischer Boel     | Dinamarca     | 2004–2010   | Comissão Barroso I                                  |
| 12 | Dacian Cioloş            | Roménia       | 2010 – 2014 | Comissão Barroso II                                 |
| 13 | Phil Hogan               | Irlanda       | 2014 – 2019 | Comissão Juncker                                    |
| 14 | Janusz Wojciechowski     | Polónia       | 2019 -      | Comissão Von der Leyen                              |